# Hafenbahn Rostock
| Hafenbahn Rostock | Hafenbahn Rostock    |
| ----------------- | -------------------- |
| Spurweite:        | 1435 mm (Normalspur) |
|                   |                      |

Als Hafenbahn in Rostock dienten früher zwei Strecken zum Rostocker Hafen am nördlichen Rand der Innenstadt an der Unterwarnow. Die eine Strecke vom Friedrich-Franz-Bahnhof, dem späteren Rostock Güterbahnhof, war von 1853 bis Ende der 1990er Jahre in Betrieb. Eine zweite Strecke, ursprünglich als Strandbahn Rostock bezeichnet, führte vom Hauptbahnhof westlich am Stadtzentrum vorbei zum Hafen. Sie war von 1889 bis 1936 in Betrieb.

## Geschichte

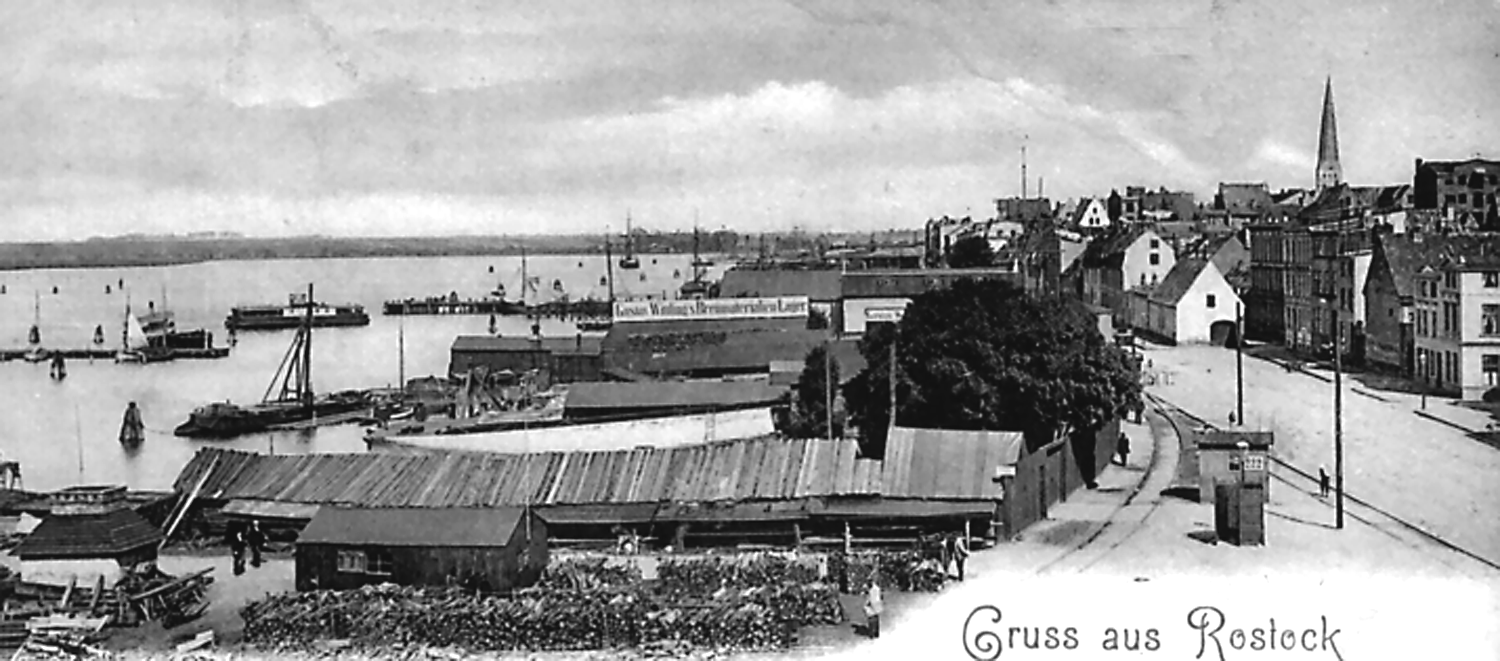
Rostocker Stadthafen mit Bahnanlagen 1905

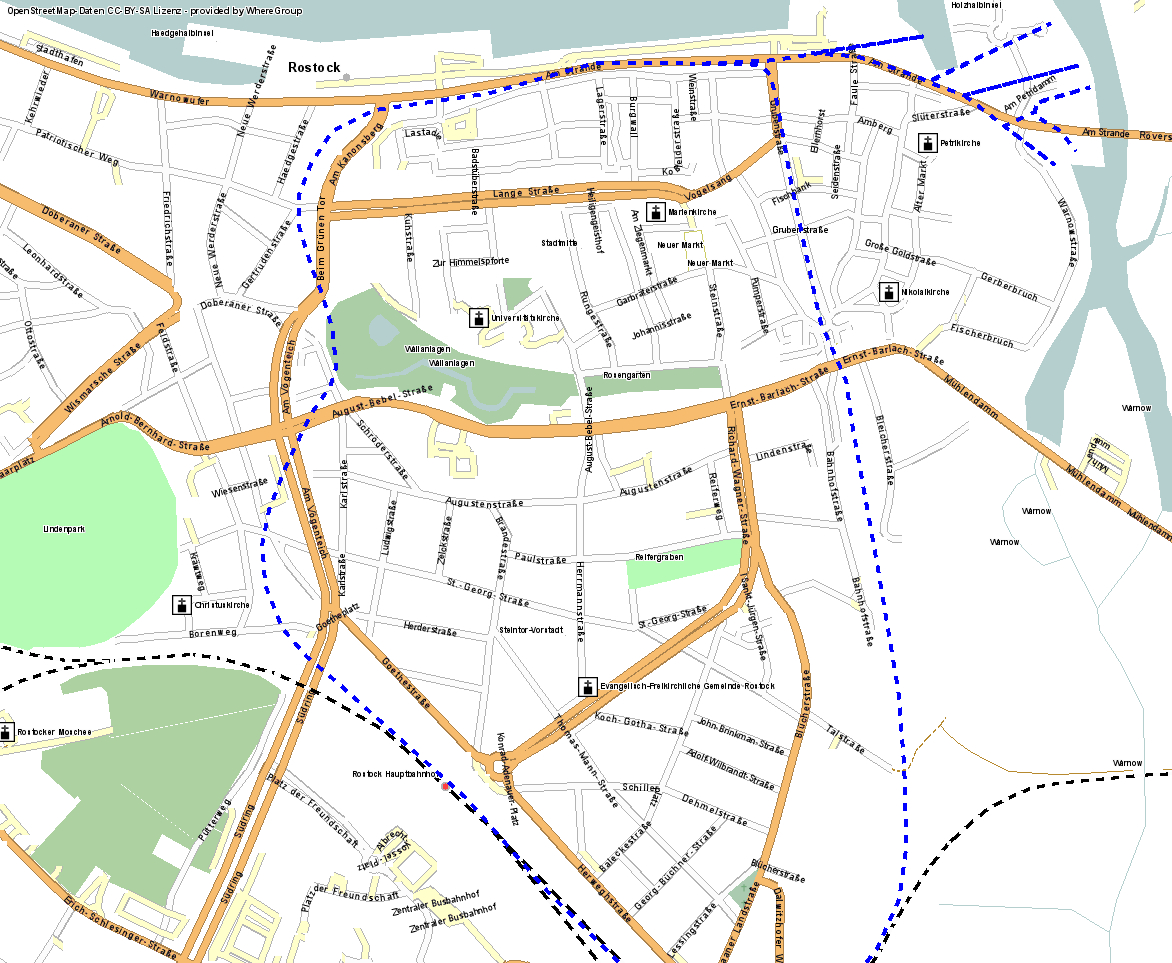
Verlauf der Strecke um 1918 im Vergleich zum heutigen Straßennetz

Rostock erhielt 1850 Eisenbahnanschluss mit der Bahnstrecke Bad Kleinen–Rostock.
Der erste Rostocker Bahnhof, der Friedrich-Franz-Bahnhof, lag südöstlich des historischen Stadtkerns. Von dort waren es nur wenige hundert Meter durch die Grubenstraße bis zum Stadthafen. Dabei musste ein Wasserlauf, die „Grube“, die entlang der Straße verlief, überbrückt werden. 1853 wurde die Verbindung eingeweiht, etwas später die Gleise im Hafen fertiggestellt.

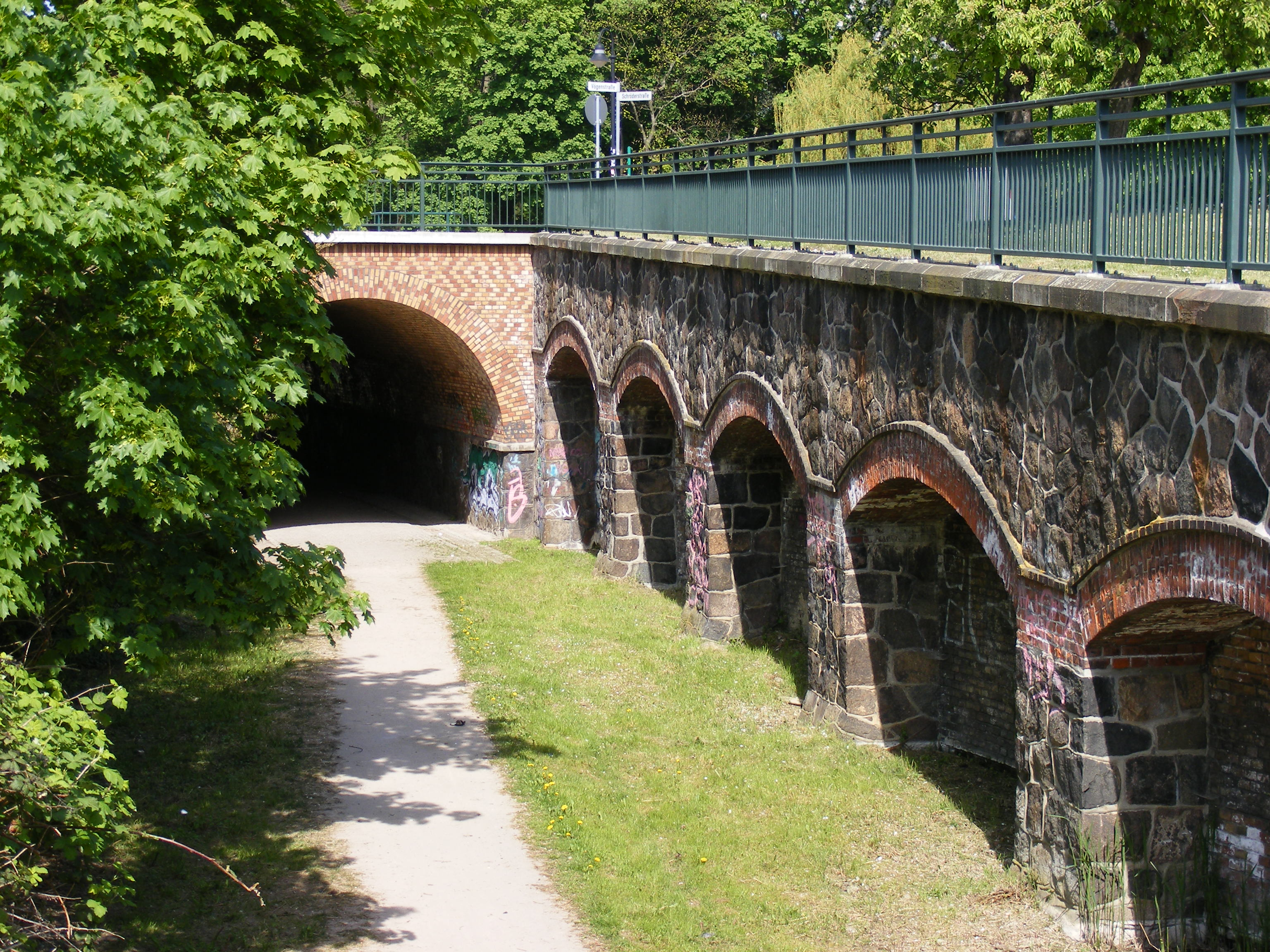
Unterführung der Hafenbahn der Lloydbahn unter der Schröderstraße mit Stützmauer

Nach Fertigstellung der Lloydbahn nach Berlin wurde ein zwei Kilometer langes Anschlussgleis vom Lloydbahnhof, dem späteren Hauptbahnhof, in den westlichen Teil des Stadthafens geschaffen, das am 22. Januar 1889 in Betrieb ging. Die Strecke, die auch als Strandbahn Rostock bezeichnet wurde, zweigte am westlichen Bahnhofskopf nach Norden ab und verlief am Westrand der Innenstadt durch den Wallgraben. An der Kreuzung mit der St.Georg-Straße wurde eine achtteilige Schrankenanlage errichtet, die sich zunehmend als Verkehrshindernis erwies. 1936 wurde der Verkehr eingestellt. In den Kriegsjahren wurde die Strecke teilweise mit Trümmerschutt verfüllt. Die Unterführung unter der Schröderstraße am Südwestrand der Wallanlagen ist bis heute erhalten geblieben.
Der ehemalige Friedrich-Franz-Bahnhof wurde nach Einstellung des Personenverkehrs 1905 zum Rostocker Güterbahnhof. 1911 wurde die Hafenbahn erweitert und neue Gleise über die Petribrücke in den Osthafen gelegt.
Nach Ende des Zweiten Weltkrieges wuchs, unter anderem für Reparationsleistungen an die Sowjetunion, die Umschlagleistung im Rostocker Hafen. Da das Gleis zum Hauptbahnhof nicht mehr zur Verfügung stand, probierte man 1949 zur Entlastung der Strecke zum Güterbahnhof den Bau einer Strecke zum Bahnhof Rostock-Bramow über das Gelände der Neptun-Werft. Nachdem eine Brücke im Bereich „Am Kabutzenhof“ den Lasten nicht gewachsen war, wurde diese Verbindung 1959 wieder abgebaut.

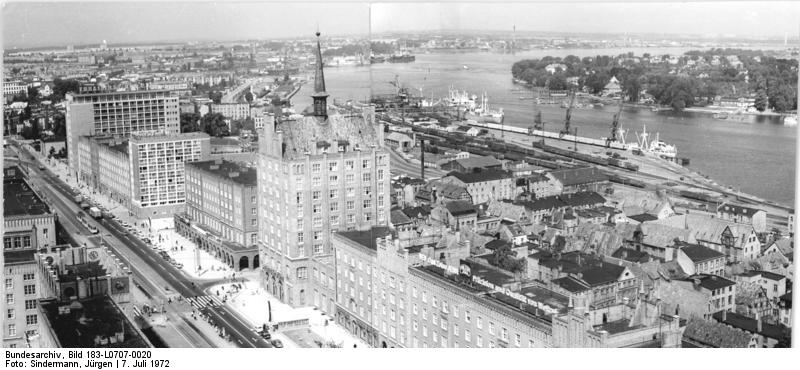
Blick von der Langen Straße auf die Bahnanlagen der Stadthafens, 1972

Der Rostocker Stadthafen reichte den Anforderungen in der Zeit der deutschen Teilung nicht mehr aus. Anfang der 1960er Jahre ging der Rostocker Überseehafen am Breitling außerhalb der Innenstadt in Betrieb. Eine Verlängerung der Hafenbahn zum neuen Hafen war kurzzeitig erwogen worden, schied jedoch aus Kapazitätsgründen aus und der Überseehafen erhielt eine eigene Verbindungsstrecke. Nach Eröffnung des Überseehafens nahm die Bedeutung des Stadthafens deutlich ab. Bereits zu DDR-Zeiten war eine Einstellung der Hafenbahn erwogen worden, vor allem wegen der niveaugleichen Kreuzung mit der wichtigen Hauptstraße „Am Strande“. Die Bahn wurde jedoch erst 1991 eingestellt, nachdem der Stadthafen endgültig seine Funktion als Güterumschlagplatz verloren hatte. In der Folge wurde das Gleis demontiert. Der Rostocker Güterbahnhof verlor ebenfalls einige Jahre später seine Gleise.

## Heutige Situation

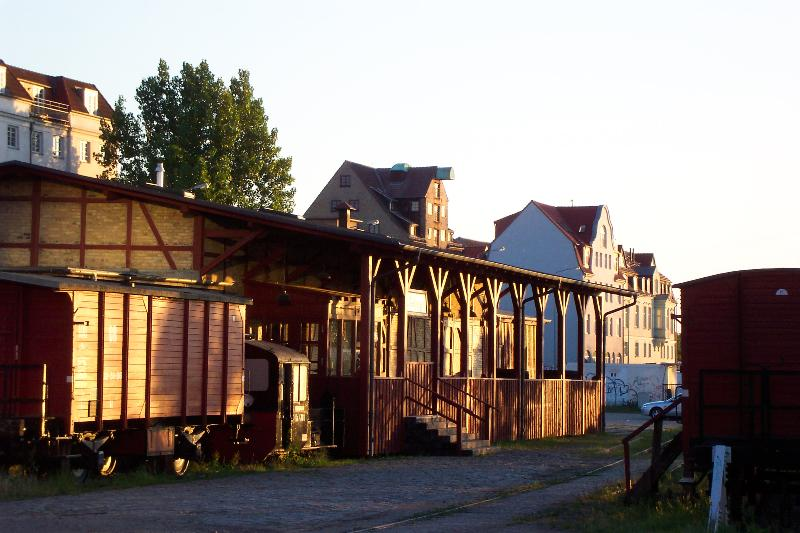
Der sogenannte „Lokschuppen“ im Stadthafen dient als Veranstaltungslokation.

Die Gleisanlagen sind bis auf einige einzelne Reste komplett demontiert. Die Grubenstraße zwischen Güterbahnhof und Stadthafen wurde nach Stilllegung der Hafenbahn umgestaltet, hier wurde wieder ein Wasserlauf angelegt. Auch der Stadthafen selbst wurde völlig neu gestaltet und wird heute vor allem touristisch genutzt. Gleisreste findet man vor allem im Bereich des Osthafens jenseits der Oberwarnow, die vom Gleis der Hafenbahn auf der Petribrücke überquert wurde. Im Stadthafen ist ein Dienstgebäude erhalten geblieben und wird als sogenannter Lokschuppen für Veranstaltungen genutzt. Auch der Mecklenburgische Eisenbahn Verein nutzt das Gebäude und hat davor einige Bahnfahrzeuge aufgestellt. Von der Hafenbahn der Lloydbahn ist die Unterführung der Strecke unter der Schröderstraße und eine anschließende Stützmauer erhalten geblieben. Auch im Bereich der Fischerbastion nahe der Warnow kann man die alte Trasse noch erkennen.
Die Unterführung und die Stützmauer an der Schröderstraße und der sogenannte Lokschuppen im Stadthafen stehen auf der Denkmalliste der Stadt Rostock.